# فرودگاه بین‌المللی چندی‌گر
فرودگاه بین‌المللی چندی‌گر (به انگلیسی: Chandigarh International Airport) یک فرودگاه همگانی مسافربری است . این فرودگاه در شهر چندی‌گر کشور هند قرار دارد و در ارتفاع ۳۰۸ متری از سطح دریا واقع شده‌است.